# Сент Мери (Мисури)
Сент Мери (енгл. St. Mary) град је у америчкој савезној држави Мисури.

## Демографија
По попису из 2010. године број становника је 360, што је 17 (-4,5%) становника мање него 2000. године.
| Група             | 2000.       | 2010.       |
| Белци             | 348 (92,3%) | 327 (90,8%) |
| Афроамериканци    | 12 (3,2%)   | 17 (4,7%)   |
| Азијати           | 0 (0,0%)    | 0 (0,0%)    |
| Хиспаноамериканци | 8 (2,1%)    | 7 (1,9%)    |
| Укупно            | 377         | 360         |